# Лагодинцы
Ла́годинцы (укр. Лагодинці) — село в Красиловском районе Хмельницкой области Украины.
Население по переписи 2001 года составляло 929 человек. Почтовый индекс — 31042. Телефонный код — 3855. Занимает площадь 2,445 км². Код КОАТУУ — 6822786201.

## Местный совет
31042, Хмельницкая обл., Красиловский р-н, с. Лагодинцы, ул. Центральная